# Thecla centoripa
Thecla centoripa är en fjärilsart som beskrevs av William Chapman Hewitson 1868. Thecla centoripa ingår i släktet Thecla och familjen juvelvingar. Inga underarter finns listade i Catalogue of Life.